# Indický císař

Řád Indické hvězdy, užívaný jako odznak Britské Indie.

Císař Indie nebo indický císař (hindsky Bádišáh-e-Hind, anglicky Emperor of India) byl titul posledního vládce mughalské říše Bahádura Šáha II. a poté britských králů jako vládců Indického císařství neboli Britské Indie.
Titul indického císaře byl britskými panovníky používán po potlačení indického povstání v roce 1858, když veškerá území Východoindické společnosti byla předána britské Koruně. Poslední, byť jen formálně vládnoucí Velký moghul, který sám používal titul indického císaře, byl toho roku sesazen a přinucen emigrovat do Barmy, čímž oficiálně zanikla Mughalská říše a královna Viktorie byla roku 1876 prohlášena císařovnou Indie. Titul zanikl spolu s rozdělením Britské Indie na Indii a Pákistán v srpnu roku 1947. Britský král od té doby používal titul krále Indie a krále Pákistánu.
Španělský král Filip II. se po neúspěchu při zisku římské císařské koruny snažil získat císařskou hodnost jinou cestou a přesvědčoval, ač neúspěšně, papeže, aby mu propůjčil titul indického císaře (španělsky Emperador de las Indias). I když se španělští panovníci po abdikaci Karla V. už císaři nikdy nestali, později přidali do své titulatury titul krále Západní a Východní Indie. 

## Seznam indických císařů
Timurovci
- Bahádur Šáh II. (28. září 1838–14. září 1857), poslední mughalský císař.

Hannoverská dynastie
- Viktorie (28. duben 1876 – 22. leden 1901)

Dynastie Sasko-Koburko-Gothajská (později Windsorská)
- Eduard VII. (22. leden 1901 – 6. květen 1910)
- Jiří V. (6. květen 1910 – 20. leden 1936)
- Eduard VIII. (20. leden 1936 – 11. prosinec 1936), abdikoval.
- Jiří VI. (11. prosinec 1936 – 22. červen 1947), v roce 1947 se titulu vzdal.